# Hendrik Amersfoordt
Hendrik Amersfoordt (Amsterdam, 30 mei 1796 – Sneek, 8 mei 1843) was een Nederlandse letterkundige en (school)bestuurder.
Zijn liefde voor de letterkunde deed hij op tijdens zijn schooltijd in Amsterdam. In 1821 studeerde hij af aan de Hogeschool van Amsterdam in de bespiegelende wijsbegeerten en promoveerde hij in de letterkunde. 
Hij was van 1818 tot 1843 rector van de Latijnse School van Sneek. In 1827 richtte hij samen met Franciscus Binkes en Freerk Fontein het Provinciaal Friesch Genootschap ter Beoefening van Friesche Geschied-, Oudheid- en Taalkunde op. Vanaf 1830 was hij lid van de Maatschappij van de Nederlandse Taalkunde. Ook was hij secretaris van de Friese provinciale Commissie van Onderwijs.
Hij schreef het Archief voor Vaderlandsche en inzonderheid Vriesche Geschiedenis, Oudheid en Taalkunde.
- Bibliothèque nationale de France: cb17019814d (data)
- Biografisch Portaal: 47323606
- Digitale Bibliotheek voor de Nederlandse Letteren: amer004
- Gemeinsame Normdatei: 102428816
- International Standard Name Identifier: 0000 0000 8351 084X
- Nederlandse Thesaurus van Auteursnamen: 070241686
- Istituto Centrale per il Catalogo Unico: PUVV242731
- Système universitaire de documentation: 168622351
- Virtual International Authority File: 2858854
- WorldCat: E39PBJjt8yrvVJXwCfkj9RbfMP